# Inscutomonomma hessei
Inscutomonomma hessei es una especie de coleóptero de la familia Monommatidae.

## Distribución geográfica
Habita en la Provincia del Cabo (Sudáfrica).